# 오파바구

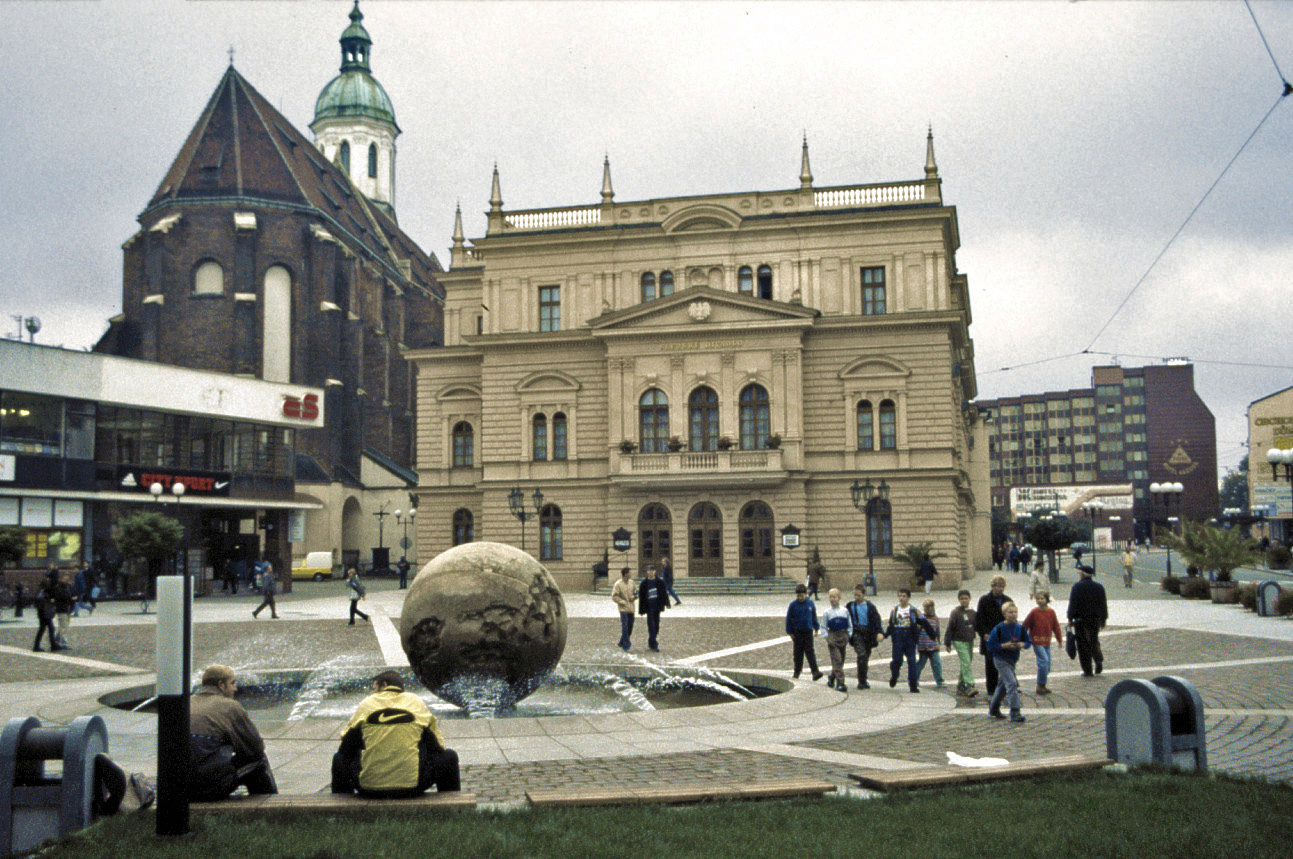
오파바구의 행정 중심지인 오파바

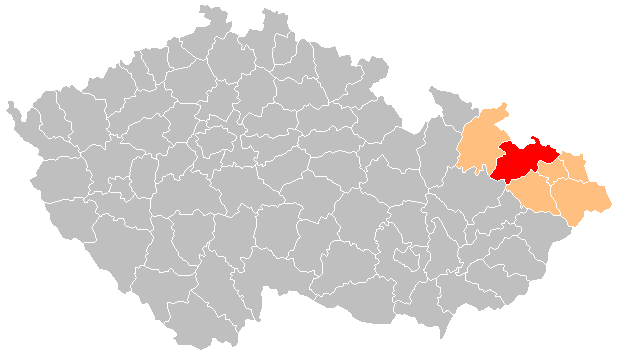
오파바구의 위치

오파바구(체코어: Okres Opava)는 체코 모라바슬레스코주를 구성하는 6개 구 가운데 하나로 행정 중심지는 오파바이며 면적은 1,113.11km2, 인구는 176,254명(2019년 1월 1일 기준), 인구 밀도는 160명/km2이다.
모라바슬레스코주 중부에 위치하며 77개 지방 자치체(9개 시, 68개 마을)를 관할한다. 모라바슬레스코주 브룬탈구, 노비이친구, 오스트라바 도시구, 카르비나구, 올로모우츠주 올로모우츠구와 접하며 북쪽으로는 폴란드와 국경을 접한다.